# Yves-Marie André
Ne pas confondre avec le Petit P. André (1578-1657)
Pour les articles homonymes, voir André.
Yves-Marie André, né le 22 mai 1675 à Châteaulin et mort à Caen le 26 février 1764, est un prêtre jésuite, philosophe et écrivain français.

## Biographie
D’une famille pieuse, il a fait toutes ses études, y compris sa philosophie, à Quimper. Le 13 septembre 1693, il est entré chez les jésuites, qui l’ont envoyé commencer son noviciat à Paris. Après la deuxième année de son noviciat, il a reçu, en 1696, dans la chapelle de la maison professe, la tonsure et les ordres mineurs. La même année, on l’a envoyé servir la Compagnie comme jeune préfet, au collège d’Alençon. Le 19 décembre 1705, il accède au sous-diaconat, le 27 février 1706, au diaconat et, le 20 mars suivant, à la prêtrise.
Vers 1703 ou 1704, il s’est lié avec Jean Hardouin, bibliothécaire au collège de Clermont. En 1705, il a rencontré, aux conférences philosophiques de l’abbé de Cordemoi, Malebranche qui l’a gagné au cartésianisme. Défendant cette philosophie contre les jésuites qui la réfutaient et l’attaquaient, il a été brusquement séparé, vers la fin de 1706, de son illustre ami, et envoyé terminer sa théologie au collège La Flèche.
Ayant osé en appeler jusqu’à Rome au P. Général, il a été envoyé, sa théologie terminée, faire sa troisième année de noviciat à Rouen, en octobre 1707. En 1708, pour achever de l’éprouver et de le rompre, on l’a chargé d’une basse classe au petit collège d’Hesdin, où on l’employait en même temps comme père de la Congrégation.
En 1709, il se voit confier la chaire de philosophie au collège d’Amiens, non sans avoir été, au préalable prévenu par une lettre du P. Général de trembler « s’il persiste à en croire sa raison personnelle plutôt que la sagesse de la Compagnie, à suivre Descartes plutôt que le Christ ». La Compagnie ayant cru apercevoir, dans la thèse générale qu’il avait fait, selon l’usage, soutenir publiquement par ses élèves à la fin de l’année scolaire 1710-1711, une arrière-pensée malebranchiste, il a dû s’engager par écrit à se prononcer franchement à l’avenir pour les doctrines de la Compagnie, et le P. Provincial, après avoir obtenu de lui cette garantie, lui a confié, la même année, en 1711, la chaire de philosophie au collège de Rouen.
Ayant donne satisfaction, pour l’en récompenser, on l’a admis, le 2 février 1712, à la suprême profession. Bientôt l’engagement, qu’il avait jusque-là scrupuleusement tenu, n’a plus aussi fidèlement rempli. Quelques propositions mal sonnantes ont été signalée dans son enseignement. Condamné à se rétracter et à dicter en pleine classe un formulaire où il déclarait qu’il « estimait vraies des choses qui lui paraissaient fausses », il s’est soumis, mais purement en apparence et même en protestant. Sa chaire lui a été enlevée, et on l’a envoyé, en octobre 1713, à Alençon, comme père de la congrégation des messieurs pour utiliser ses vertus et ses talents dans un poste où sa philosophie semblait moins à craindre, comme directeur des consciences.
À l’époque de la querelle avec les jansénistes, qui divisait l’Église en deux camps, il condamnait, avec sa Compagnie, les cinq propositions frappées par le pape, mais il ne pouvait ni approuver, ni surtout répéter les invectives et les calomnies contre les jansénistes. Il ne parlait de la Constitution ni en bien ni en mal ; il osait dire que « la France n’avait pas besoin d’inquisition pour maintenir la foi », voulant qu’on laissât les prélats ennemis régler leur compte avec le bon Dieu. Sa charité a paru de la froideur, sa froideur, une hostilité déguisée. En 1718, il a été envoyé d’Alençon à Arras, comme ministre des pensionnaires de la maison des Jésuites.
Retourné, en 1719, comme préfet des hautes études, au collège d’Amiens, pendant les deux premières années, son administration a été assez paisible. Mais, en 1721, l’acharnement avec lequel on attaquait le jansénisme étant à son comble, son imperturbable modération a blessé plus profondément que jamais le fanatisme et l’intolérance de ses Supérieurs. Sur ces entrefaites, une brochure, où les Jésuites étaient aussi vigoureusement qu’habilement attaqués ayant paru, d’après quelques vagues indices, elle lui a été attribuée. Une fouille de ses papiers et ses livres, pour plus d’éclaircissement, a alors révélé une vie de Malebranche, presque achevée, au nombre des ouvrages à la composition desquels il consacrait son temps libre, et où le cartésianisme était donné comme la seule philosophie raisonnable et chrétienne, où les doctrines de l’Ordre, sa morale pratique, son personnel enfin étaient sévèrement jugés.
Considéré comme un traitre à la Société, il a été livré, sous un prétexte quelconque, à la justice du siècle, et il a été emprisonné comme un criminel à la Bastille. Effrayé, il a confessé ses fautes et en a demandé pardon à ses Supérieurs et à toute la Compagnie dans les termes les plus humbles et sous les formes les plus touchantes. On le retrouve bientôt à Amiens, où il a repris ses fonctions un moment interrompues. D’Amiens enfin il a été envoyé à Caen, en 1726, où il est chargé de la mathématique, et de la direction des consciences en qualité de père spirituel.
Il a passé à Caen les trente-huit dernières années de sa vie. Son évêque, Mgr de Luynes, s’engagera à le défendre envers et contre tous. Admis à l’Académie royale des Belles-Lettres, il en est devenu un des membres les plus assidus et les plus laborieux. Quelques uns des écrits qu’il a rédigé pour ses séances, son Essai sur le Beau entre autres, ont contribué à étendre sa réputation. On lui écrivait de toutes parts pour prendre son avis sur différentes questions de théologie, de littérature ou de science, et il a correspondu avec Malebranche, comme avec Fontenelle. Ce n’est qu’en 1759, à 84 ans, qu’il a enfin consenti consentit enfin à quitter son enseignement pour prendre sa retraite. Lorsqu’en 1762, la Compagnie de Jésus a commencé à se dissoudre, le collège qu’elle dirigeait à Caen ayant été fermé, il s’est retiré, sur sa demande, chez les Chanoines de l’Hôtel-Dieu qui l’ont accueilli avec respect, et le Parlement de Rouen a généreusement subvenu à tous ses besoins. Il y est mort, quelques mois à peine avant la condamnation de la Société à quitter la France.

## Publications
- Essai sur le beau. Nouvelle édition, augmentée de six discours sur le modus, sur le decorum, sur les grâces, sur l’amour du beau, sur l’amour désintéressé, Guillaume-Germain Guyot (éd.), in-12, Paris, L.-E. Ganeau, 1770.
- Traité de l’homme selon les différentes merveilles qui le composent, 2 vol., Yverdon, 1766, in-8°.Il cherche à expliquer l’action de l’âme sur le corps.
- La Vie du R. P. Malebranche, prêtre de l’Oratoire, avec l’histoire de ses ouvrages, P. Ingold (éd.), Paris, Poussielgue, 1886, in-18.
- Des manuscrits non publiés sont conservés à la bibliothèque de Caen.